# Klettergarten Kanzianiberg

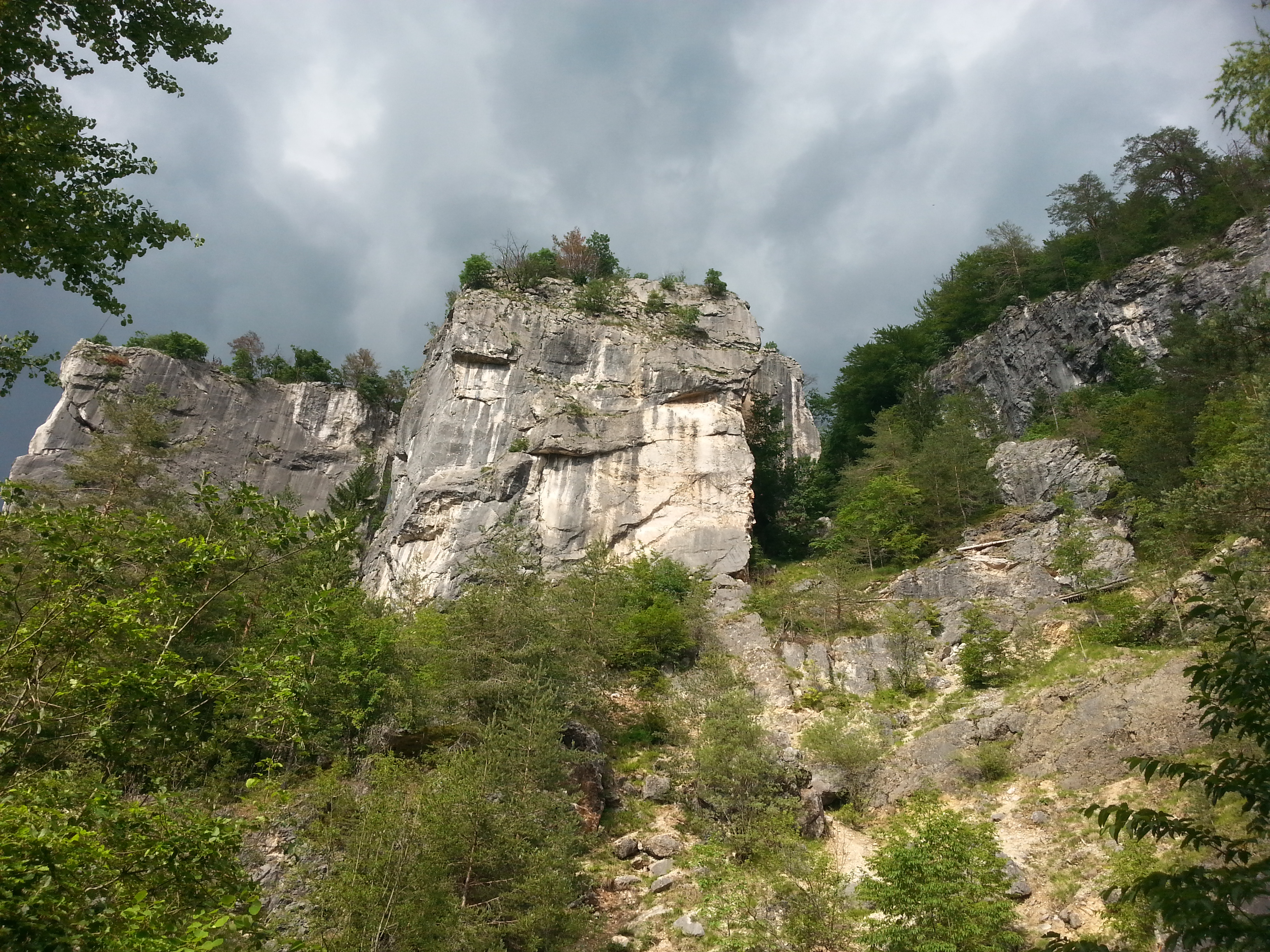
Großer (links) und Kleiner Prasvale sowie Beginn Sonnwandkopf

Der Klettergarten Kanzianiberg ist eines der größten und ältesten Klettergebiete Österreichs.
Der monolithische Kalk-Konglomerat-Stock an der Südwestseite des Kanzianibergs, einer den Karawanken nördlich vorgelagerten Erhebung, befindet sich im Gemeindegebiet von Finkenstein am Faaker See, Bezirk Villach-Land, Kärnten. Eine mehr als 700 m lange Wandflucht mit Wandhöhen zwischen sechs und siebzig Metern bietet über 500 Sportkletterrouten (2013) aller Schwierigkeitsgrade. Die überwiegend vertikalen oder leicht überhängenden Wände sind bestens mit Bohrhaken, Kettenständen und Karabinern versichert. Zudem gibt es zahlreiche Klettersteige (siehe; Kanzianiberg Klettersteig) als Aussichts- und Familienwege sowie zum Erreichen von Kletterrouten. Am Fuße der Kletterwände gibt es mehrere Übungs- und Boulder-Felsen.
Das Gebiet wurde in den 1970er Jahren als Klettergarten erschlossen. Der Verband der Österreichischen Berg- und Skiführer, Sektion Kärnten, hat mit Unterstützung der Österreichischen Draukraftwerke AG und dem Amt der Kärntner Landesregierung damit den ersten Klettergarten Kärntens eröffnet, der noch dazu als eines der schönsten Klettergebiete im deutschsprachigen Raum galt. 1979 gab es erst 32 Kletterrouten und 6 gesicherte Klettersteige mit 416 Haken und Ankern und 650 Metern Stahlseil. Klaus Hoi und Hias Kumnig taten sich bei der Erschließung besonders hervor, an letzteren erinnert eine Gedenktafel im Bereich der Informationshütte.
Da nahezu jede klettertechnische Situation geübt werden kann, dienen die Felsen auch als Übungs- und Ausbildungsgebiet für Hilfs- und Rettungsorganisationen.